# RACSA (compagnia aerea)
La compagnia aerea RACSA era una compagnia aerea privata di passeggeri e merci con sede nell'aeroporto internazionale La Aurora del Guatemala. Operava principalmente voli charter su tutto il territorio nazionale. Uno dei suoi aerei fu noleggiato dall'aeronautica guatemalteca e stanziato temporaneamente all'aeroporto di Quetzaltenango dopo l'uragano Stan nel 2005, per fornire aiuto in aree remote. È stata membro dell'Associazione delle compagnie aeree private del Guatemala. Tuttavia, il suo stato attuale (2008) è incerto.

## Flotta
La flotta RACSA comprendeva 2 Aérospatiale N 262, TG-JSG (denominato Cunén) e TG-NTR (chiamato Kaibil)

## Destinazioni
Effettuava voli per tutto il paese.